# بریندیزی

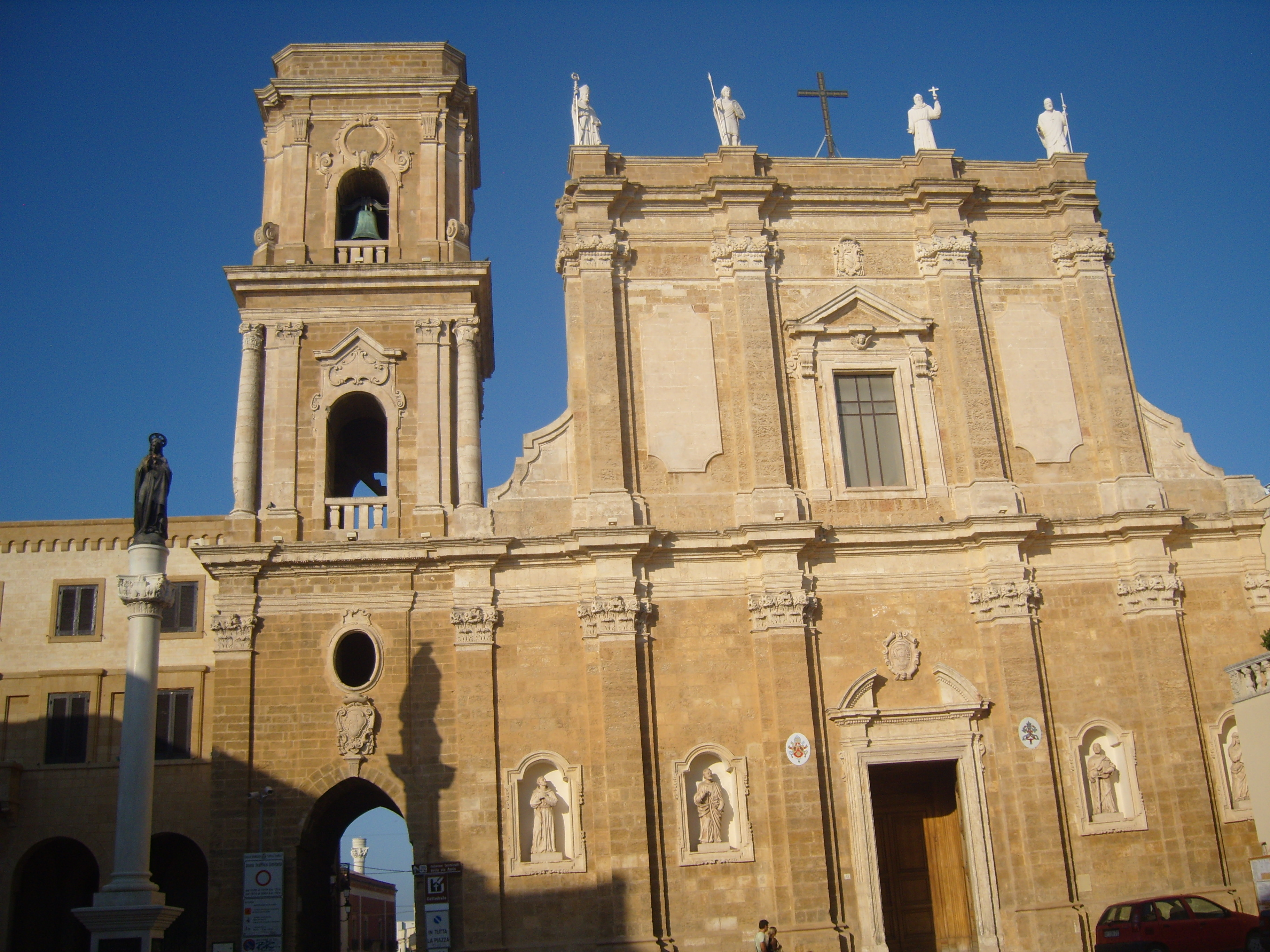
کلیسای بریندیزی

بریندیزی (تلفظ ایتالیایی: [ˈbrindizi] ()) یکی از شهرهای منطقهٔ آپولیا و مرکز استان بریندیزی در جنوب ایتالیا است. این شهر در ساحل دریای آدریاتیک قرار گرفته‌است.
فروغ فرخزاد، شاعر ایرانی، در تابستان ۱۳۳۵ خورشیدی در مسیر سفر به رم، پایتخت ایتالیا، از بریندیزی هم عبور کرده‌است. او شرح سفرش را به این شهر، سال بعد در مجله فردوسی نوشته است.
مهدی جامی، روزنامه‌نگار، در مجله تابلو در این باره نوشته است: نثر و سبک بیان فروغ در این سفرنامه همه جا غنی از تصویر است و ضمن آنکه توصیفی و سینمایی است شاعرانه است و تاحدودی سودازده. بخشی از این سفرنامه که شرح اقامت یک روزهٔ او در بندر بریندیزی در پای چکمهٔ ایتالیا در جنوب شرقی آن است خود یک داستان کوتاه درخشان است.